# Amphilophus robertsoni
Amphilophus robertsoni es una especie de peces de la familia Cichlidae en el orden de los Perciformes.

## Morfología
Los machos pueden llegar alcanzar los 19 cm de longitud total.

## Distribución geográfica
Se encuentra en  América Central: en la vertiente atlántica  (desde el río Coatzacoalcos - México - hasta Honduras ).  